# Никола Белов
Никола Белов (на гръцки: Νικόλαος Μπέλλος) е гръцки революционер, участник в Четническото движение в Югозападна Македония от 1878 година и в Гръцката въоръжена пропаганда в Македония.

## Биография
Белов е роден в Слимница. Жени се в Яновени, където се установява да живее като домазет, затова някои източници го сочат като яновенец. Взима участие в Гръцкото въстание в Македония от 1878 година, вследствие на което Слимница и Пилкати са разсипани от албански банди. В 1881 година след като Тесалия е предадена на Гърция, Белов се заселва там. По-късно в началото на века участва в Гръцката воъръжена пропаганда в Македония. Сътрудничи на капитан Вардас, който го определя като „невежа, страхлив и некадърен, а може би и българофил”, а четата му като „разбойническа тълпа“.
През Балканската война на 11 ноември 1912 година гръцката армия влиза в Костур, а турската се оттегля към Корча. Капитаните Никола Белов и Сульо се опитват в Яновени да окажат съпротива на албанската чета на Сали Бутка, но жителите на Яновени, Слимница и Пилкати бягат в Калевища и Нестрам. Албанците на Сали Бутка и жители на Видово влизат в Яновени на 3 и 4 декември и го разграбват.